# Berville (Sekwana Nadmorska)
Berville – miejscowość i gmina we Francji, w regionie Normandia, w departamencie Sekwana Nadmorska.
Według danych na rok 1990 gminę zamieszkiwały 473 osoby, a gęstość zaludnienia wynosiła 70 osób/km² (wśród 1421 gmin Górnej Normandii Berville plasuje się na 471. miejscu pod względem liczby ludności, natomiast pod względem powierzchni na miejscu 550.).